# Verchin
Verchin település Franciaországban, Pas-de-Calais megyében. Lakosainak száma 233 fő (2022. január 1.). Verchin Lugy, Ambricourt, Canlers, Crépy, Fruges, Hézecques, Lisbourg és Tramecourt községekkel határos.

## Népesség
A település népessége az elmúlt években az alábbi módon változott:
| Lakosok száma | 236  | 244  | 248  | 241  | 238  | 236  | 233  | 233  | 233  |
|               | 2013 | 2015 | 2016 | 2017 | 2018 | 2019 | 2020 | 2021 | 2022 |